# جبال نهر السلمون
جبال نهر السلمون هي سلسلة جبال رئيسية نطاقها يغطي الاجزاء المركزية من ولاية ايداهو الأمريكية السلسلة الجبلية تصل إلى 120 ميلا وطولها (190كم) . و حدودها غالبا تعرف بنهر السلمون وهي فروع لرافد عملاق . وهي جزء رئيسي من جبال روكي . تقع السلسلة الجبلية بأكملها غرب خط التقسيم القاري للأميركتين ويجري إلى نهر الأفعى
أعلى قمة هي الجبل الأبيض . ارتفاعها يصل إلى (10,442)أقدام (3,183) عن سطح البحر. يوجد هناك خمس قمم يصل ارتفاعها إلى 10,000 قدم (3,000) . و يوجد هناك ثلاثة مناطق فرعية تحددها شوكات أخرى لنهر السلمون من الغرب . يحدها من الوسط والشرق جبال نهر السلمون.
الجبال عبارة عن سلسلة جبلية ضخمة في وسط ولاية أيداهو، مع حدودها الغربية المعروفة بتهر السلمون الصغير والحدود الشمالية والشرقية تتميز بساق الجذع الرئيسي سلمون . إنها منطقة على شكل 102 ميل
( 164 كم) شمال-جنوب و122 ميل (196 كم) الشرق إلى الغرب، تغطي حوالي 8,900 ميل مربع
(23,000 كم مربع). تقع جبال نهر السلمون الغربية بين الشوكات الصغيرة والجنوبية لالسلمون، والسلسلة الجبلية الاساسية بين الشوكات الجنوبية والوسطى، والسلسلة الشرقية تحدها بالجبال الشرقية لالشوكة الوسطى لالسلمون . على الرغم من أن الركن الشمالي الغربي للسلسلة هو فقط لا يتجاوز 30 ميل
(48 كم) جنوب شرق ميناء نهر لويستون، غالبا ما يقال أن جبال نهر السلمون هي واحدة من أكثر
المناطق النائية في الولايات المتحدة المتجاورة . ِ
الجزء الجنوبي الشرقي للسلسلة الجبلية محصور بجبال كنوب البيضاء، جبال بايونير، تكوين الجبال،
والأحواض لجدول الأهوار، وادي الخور وربيع الخور الدافى . الحدود الجنوبية الشرقية متشكلة بأشواق نهر باييت ، أيضا لرافد نهر الأفعى أرتفاع هذة الجبال تدريجيا يزداد من الغرب إلى الشرق، ينحدر نحوالأنقسام القاري . أعلى قمة هي الجبال الأبيض الغربي في المناطق الفرعية الشرقية، يصل ارتفاعه إلى 10,442 قدم (3,183 م) أعلى عشر قمم جميعها في المناطق الفرعية الشرقية، الأبيض هو الأعلى قمة في السلسلة الجبلية هو ضخم أملس يصل ارتفاعه عند 9,705 قدم (2,958 م) القمة الأعلى في المناطق الفرعية الغربية جبل لون الشمالي، يصل ارتفاعه عند 9,322 قدم (2,841م).

## انظرأيضا
- جبال الروكي
- ولاية أيداهو
- جبال الأبالاش